# Arlindo Silva
Arlindo Silva (estado de Minas Gerais, 25 de junho de 1923 - Belo Horizonte, 25 de julho de 2011 ) foi um jornalista brasileiro.
Arlindo atuou na capital paulista no periódico A Noite editor-chefe da extinta revista O Cruzeiro. Foi jurado do Troféu Imprensa de 1971.
Arlindo Silva foi amigo pessoal do comunicador Silvio Santos, sendo ele responsável por implantar e dirigir o núcleo de jornalismo da emissora de Silvio Santos, o Sistema Brasileiro de Televisão. Foi também chefe de assessoria de comunicação do Grupo Silvio Santos 
Era autor do livro A Fantástica História de Silvio Santos, biografia oficial de Silvio Santos, lançada pela editora Brasil . Ainda escreveu os livros: Memórias de Tenório Cavalcanti e O Romance de Myriam Bandeira de Mello

## Morte
Depois de um mês de hospitalizado, faleceu em 25 de julho de 2011 aos 87 anos no Hospital Mater Dei em Belo Horizonte , vítima de falência múltipla de órgãos em decorrência de uma pneumonia . Seu corpo foi cremado 